# チャットレディ
チャットレディとは、ライブチャットにおいて、リアルタイムで動画・画像・音声・テキストなどを用いて、男性とコミュニケーションを行う女性のこと。
ライブチャットのサービス提供者によっては、チャットガール、チャットウーマン、チャットモデル、パフォーマー、キャストとも呼ばれている。略して、チャトレ、モデル等とも言われる。
インターネット経由で、PC、スマートフォンといったITデバイスを用いて、テキストやWEBカメラ経由で相手と会話をするサービスである。直接に出会わずに済むため、物理的なリスクがなく、時給2000～6000円程度の高報酬が得られるメリットがある。キャストの実力・人気・知名度によっては、時給1万〜10万円を超す場合もある。

## 概要

### 概説
チャットレディは、パソコンのWEBカメラやスマートフォンのカメラを通じて、男性ユーザーとのリアルタイムなコミュニケーションを主体とするサービスを提供する都合上、予定調和のサービスや演出を実現するのがほぼ不可能でAV女優などと比べ演技力が高く要求されることは無い。ただし予想しないユーザーからの発言が発生する都合上、応用力や会話力というものは高く求められる傾向にある。
出演する女性によっても元々会話力や応用力が身についているチャットレディもいれば、しっかり自身のキャラクターを作って出演しないと対応できない女性も存在する。例えば2012年から2017年まで年間DMMライブチャットアワードを獲得したみぃ子はチャットレディのサービスについて「プライベートでは見せられない秘密の自分を出せる心地の良い場所」と述べており、演技を一切していないということを匂わせる発言をしている。

### 仕事について

#### 応募から登録について
チャットレディの仕事を始めるには、ライブチャットサイトや代理店（プロダクション）の求人募集ページなどから応募をする必要があり、サービス提供者となるライブチャットサイトと直接契約をするか代理店を通して業務請負契約をする必要がある。
またチャットレディには代理店に直接来店して面接・仕事を行う「通勤チャットレディ」と、インターネット上だけで登録のやり取りをし自宅でお仕事をする「在宅チャットレディ」の方法がある。昨今はテレワークや副業のニーズが拡大しており在宅チャットレディとしてお仕事をする女性が増えている。
また過去には、チャットレディをするにはPC環境が整っていなければ仕事が出来なかったが、最近はスマートフォンでもお仕事できる環境が各ライブチャットサイトでも整ってきている為、以前に比べてチャットレディ職種に対してのハードルは低くなっており仕事がしやすく人気となっている。

#### チャットサイト
アダルト系
　　FANZA　(旧DMMライブチャット)　
　　エンジェルライブ
　　ライブチャットジュエル　
人妻系
　　マダムライブ
　　チャットピア　　
ノンアダルト系
　　ライブでゴーゴー

#### チャットレディの仕事場
チャットレディは、自宅でパソコンやスマホでお仕事する方法と、代理店（プロダクション）が用意しているチャットルームでお仕事する方法がある。
前者の自宅で行う方法だと在宅チャットレディとしての仕事になるが、仕事をする上で必要なパソコンやスマホ・PC用のWEBカメラなどを揃える必要があり、後者であれば通勤チャットレディとして代理店のチャットルームを利用できるので、チャットレディとして仕事をする上でパソコン等などの必要な備品の準備は特に必要ない。
また後者のチャットルームで仕事を行う方法は、先に記載の通り仕事環境が整っているのでリスクがないうえ、チャットレディ初心者で収入が上がらないときには、代理店のスタッフが直接アドバイスを行ってくれるため、一人で稼げるようになるまでの期間は後者の通勤チャットレディとしてお仕事した方が収入面も含めてメリットが大きい。

※2019年11月現在スマートフォンなどのアプリを使ったライブチャットも数多く存在している。

#### ライブチャットの方法
2000年代前後ではネット回線が遅かったため、テキストチャットで会話が行われていた。その後しばらくは、WEBカメラを用いても、音声はマイクを使用せずにテキストチャットで行うなどする場合もあった。
しかし、2000年代中頃になりブロードバンド回線が普及してからは、WEBカメラによる動画によるコミュニケーションが主体となっている。もちろん、キーボードを使ったテキストチャットも併用することが可能である。

#### ジャンルと報酬
ライブチャットは、非アダルトチャット（ノンアダルトチャット）と、アダルトチャットに分かれており、後者のほうが報酬が高額に設定されている。非アダルトでも、容姿と話の上手さ次第になるが時給1000〜5000円程度は稼ぐことが可能であり、アルバイトとしては高額な部類に入る。
2000年代前半の全盛期には、月100万円以上を稼ぐチャットレディーが数多く存在したが、ユーザーが増えた今では月50万円以上稼ぐチャットレディーは少なくなっている。しかし、風俗などと比べても、直接的に身体を売るなどの大きなリスクもなく、自宅で高額の報酬が得られるチャットレディーという仕事は、魅力的と考える女性が少なくない。
2019年11月現在　ノンアダルトでの報酬はトップクラスで月50万円くらいから月100万円くらいまで　アダルトでの報酬のトップクラスは月100万円～300万円くらい　アダルトの顔出しＮＧで月50万円くらいからとなっている。
ただ稼げない人は月3000円などというケースもあり、テクニック等が分かっていないと、稼げない部類の仕事になっている。
チャットレディサイトでは実質の時給計算で紹介されているが、よりくわしく理解しようと思えば１分当たりの給料という考え方を理解するとよい。
たとえばノンアダルトサイトであれば、お客さんと1対１で会話するため、2ショットが選ばれるケースが多く、このばあい時給で4000円前後がマックスとなっている。
アダルトサイトの場合、のぞき客（会話に参加せず様子を見る人）やパーティショット（みんなでわいわいする）というスタイルがメインになってきて、一度お客さんが入ると、次々のぞき客が入るという連鎖が始まる。
このとき、パーティショットの分給×人数となり、こうなると時給は1万円を軽く超え、多い人で10万円以上稼ぎ出すこともある。
アダルトチャットサイトに現役や元AV女優などが出演するイベントなどもあるが、こういうときは、1時間で数十万円～数百万円単位の稼ぎになると言われている。